# 佳乐台
Singtel TV 佳乐台（英語：Singtel TV Jia Le Channel）是新加坡电信旗下的mio TV擁有的收費電視頻道，主要播出來自中国大陆與台灣的節目，同時亦播出新加坡本地節目。该频道设有中文及英文字幕，其主要觀眾為新加坡的華語及福建閩南話（泉漳話）使用者，直至2018年10月7日，因應姊妹頻道e樂在Singtel TV第11/501頻道啟播，曾經在此頻道於假日期間播放電影也撥入此頻道，並成為免費頻道。佳樂台是Singtel TV唯一付費中文頻道，也是新加坡唯一主打福建閩南語綜藝娛樂和中國大陸劇集的影視娛樂頻道。